# سبين بولدك

سبين بولدك (بالبشتوية: سپین بولدک)‏هي بلدة حدودية ومقر مقاطعة سبين بولدك تفع جنوب ولاية قندهار،أفغانستان على الحدود مع باكستان. يربطها طريق سريع مع مدينة قندهار من الشمال، وشمان وكويته في باكستان من الجنوب. تمتلك سبين بولدك ثاني أكبر معبر حدودي بين أفغانستان وباكستان، وهو معبر وش شامان الحدودي. كما أنه موقع نقل وشحن واستقبال رئيسي بين البلدين المتجاورين.
المقاطعة مأهولة في الغالب من قبل نورزي ‏ وأشكزي ‏ البشتونية.
تبعد قندهار حوالي 74 كم وكويتا حوالي 93 كم جوًا، والتي تعد أقرب المطارات متوسطة الحجم. وبيشين ‏ بباكستان لديها مطار صغير يبعد 74 كم إلى الشرق.

## التاريخ
في يناير 2006، "قتل انتحاري يقود دراجة نارية 20 شخصاً على الأقل وجرح 20 آخرين"، بحسب أحد التقارير. قال أسد الله خالد ‏ حاكم ولاية قندهار: «قاد المهاجم المركبة إلى حشد كان يشاهد مباراة مصارعة وفجر قنبلة». وأعلنت حركة طالبان مسؤوليتها عن الهجوم.
في فبراير 2008، كانت البلدة مسرحًا لتفجير انتحاري ‏ أسفر عن مقتل 38 أفغانيًا وإصابة عدد من الجنود الكنديين.
في أبريل 2010، قُتل ثلاثة أبناء أخ للحاكم السابق لمنطقة سبين بولدك، الحاج فضل الدين آغا، والذي تتراوح أعمارهم بين 15 و 13 و 12 عامًا، في هجوم بالقنابل. كانت القنبلة مثبتة على حمار اقتيد إلى الحاجز أمام منزل الحاكم السابق وفُجرت بجهاز التحكم عن بعد. وبحسب التقرير، فإن حاجي فضل الدين آغا هو أحد أهم الحلفاء السياسيين للرئيس حامد كرزاي في قندهار، وقد عمل أيضًا مسؤولا أعلى لحملة السيد كرزاي في مقاطعة قندهار. ولم يصب بأذى في القصف، لكن أصيب اثنان من المارة واثنان من رجال الشرطة.
في 14 يوليو 2021، استولت قوات طالبان كجزء من هجوم طالبان 2021 على سبين بولدك جنبًا إلى جنب مع نقطة حدودية مع باكستان. استولت طالبان على الفور على الرسوم الحدودية من خلال تنظيم حركة الأشخاص والبضائع بين سبين بولدك ومعبر وش شامان الحدودي.
في 15 يوليو 2021، في هذا المعبر الحدودي قُتل الصحفي المصور الهندي دانيش صديقي على يد طالبان وتشوه جسده.

## السكة الحديدية
في عام 1891، وسع البريطانيون نظام السكك الحديدية الهندية (الآن السكك الحديدية الباكستانية ) إلى مدينة شمان الحدودية عبر نفق ‏ خوجاك من قلعة عبد الله، من الشرق ومن هناك جنوبا. لم تمتد القضبان إلى أفغانستان في الشمال والغرب لأسباب سياسية. تبعد سبين بولداك عن شمان الباكستانية بأقل من 10 كم.
خلال معظم القرن الماضي، كانت هناك مقترحات لتمديد خط شمان إلى أفغانستان وربما أبعد من ذلك، مروراً بسبين بولداك. تحظى هذه المقترحات بدعم الحكومة الأفغانية الحالية. في يوليو 2010، وقعت باكستان وأفغانستان مذكرة تفاهم للمضي قدما في مد خطوط السكك الحديدية بين البلدين.

## المناخ
بتأثير من مناخ السهوب المحلية، يتميز Spin Boldak بمناخ حار شبه جاف ( تصنيف كوبن للمناخ: BSh)، يتميز بقلة هطول الأمطار على مدار العام. متوسط درجة الحرارة في سبين بولدك هو 19.7 درجة مئوية، بينما يبلغ متوسط هطول الأمطار السنوي 217 مم. يوليو / تموز هو أكثر شهور السنة سخونة بمتوسط درجة حرارة 31.8 درجة مئوية. الشهر الأكثر برودة كانون الثاني / يناير لديه متوسط درجة حرارة 6.9 درجة مئوية.
| البيانات المناخية لـSpin Boldak   | البيانات المناخية لـSpin Boldak | البيانات المناخية لـSpin Boldak | البيانات المناخية لـSpin Boldak | البيانات المناخية لـSpin Boldak | البيانات المناخية لـSpin Boldak | البيانات المناخية لـSpin Boldak | البيانات المناخية لـSpin Boldak | البيانات المناخية لـSpin Boldak | البيانات المناخية لـSpin Boldak | البيانات المناخية لـSpin Boldak | البيانات المناخية لـSpin Boldak | البيانات المناخية لـSpin Boldak | البيانات المناخية لـSpin Boldak |
| الشهر                             | يناير                           | فبراير                          | مارس                            | أبريل                           | مايو                            | يونيو                           | يوليو                           | أغسطس                           | سبتمبر                          | أكتوبر                          | نوفمبر                          | ديسمبر                          | المعدل السنوي                   |
| --------------------------------- | ------------------------------- | ------------------------------- | ------------------------------- | ------------------------------- | ------------------------------- | ------------------------------- | ------------------------------- | ------------------------------- | ------------------------------- | ------------------------------- | ------------------------------- | ------------------------------- | ------------------------------- |
| متوسط درجة الحرارة الكبرى °م (°ف) | 13.9 (57.0)                     | 16.7 (62.1)                     | 22.1 (71.8)                     | 28.1 (82.6)                     | 34.6 (94.3)                     | 39.5 (103.1)                    | 40.2 (104.4)                    | 39.1 (102.4)                    | 35.8 (96.4)                     | 29.9 (85.8)                     | 22.8 (73.0)                     | 17.5 (63.5)                     | 28.4 (83.0)                     |
| المتوسط اليومي °م (°ف)            | 6.9 (44.4)                      | 9.7 (49.5)                      | 14.6 (58.3)                     | 20.2 (68.4)                     | 25.4 (77.7)                     | 29.8 (85.6)                     | 31.8 (89.2)                     | 30.1 (86.2)                     | 25.5 (77.9)                     | 19.6 (67.3)                     | 13.5 (56.3)                     | 9.2 (48.6)                      | 19.7 (67.4)                     |
| متوسط درجة الحرارة الصغرى °م (°ف) | 0.0 (32.0)                      | 2.8 (37.0)                      | 7.2 (45.0)                      | 12.3 (54.1)                     | 16.3 (61.3)                     | 20.2 (68.4)                     | 23.4 (74.1)                     | 21.2 (70.2)                     | 15.3 (59.5)                     | 9.4 (48.9)                      | 4.2 (39.6)                      | 0.9 (33.6)                      | 11.1 (52.0)                     |
| المصدر: Climate-Data.org          |                                 |                                 |                                 |                                 |                                 |                                 |                                 |                                 |                                 |                                 |                                 |                                 |                                 |